# Jessica Savitch
Jessica Beth Savitch (* 1. Februar 1947 in Wilmington, Delaware; † 23. Oktober 1983 in New Hope, Pennsylvania) war eine US-amerikanische Journalistin und seit 1977 Nachrichtensprecherin der NBC Nightly News. Sie gehörte zu den ersten Frauen in den USA, die alleine eine Hauptnachrichtensendung moderierten. Ihr Leben und ihr früher Tod waren Gegenstand mehrerer Verfilmungen und Bücher. Unter anderem basiert der Spielfilm Aus nächster Nähe lose auf ihrem Leben.

## Leben

### Frühes Leben und erste Engagements
Jessica Savitch war die älteste Tochter des Geschäftsbesitzers David „Buddy“ Savitch und der Navy-Krankenschwester Florence Savitch (geborene Goldberger). Ihr Vater starb bereits 1959 mit 33 Jahren an den Folgen einer Nephritis. Die Familie lebte zunächst in Kennett Square, ehe sie nach dem Tod des Vaters nach Margate City zog.
Während ihrer Schulzeit an der Atlantic City High School erhielt Savitch ihr erstes Engagement als Co-Moderatorin in einer Radioshow für Teenager beim Sender WOND in Pleasantville. Später arbeitete sie auch als Nachrichtensprecherin und DJ für den Sender. Sie wurde damit zum ersten weiblichen DJ in Pleasantville. Nach ihrem Abschluss an der High School studierte Savitch Kommunikation am privaten Ithaca College im Tompkins County. Dort wurde sie zur Ansagerin des eigenen Fernsehsenders des College, WICB. Zudem arbeitete sie unter dem Spitznamen “Honeybee” beim lokalen Radiosender WBBF. 1968 machte Savitch ihren Abschluss am Ithaca College, in späteren Jahren gab sie gelegentliche Kurse über Fernsehnachrichten an ihrer alten Alma Mater.
1969 wurde Jessica Savitch zunächst als technische Assistentin bei WCBS engagiert, eine Anstellung als Reporter blieb ihr dort jedoch aufgrund ihrer fehlenden Erfahrung im Gebiet versagt. Sie zeichnete daraufhin ein Tonband mit der Bitte um ein Vorsprechen auf und sendete Kopien hiervon an hunderte Sender im ganzen Land. Sie erhielt hierauf weniger als ein Dutzend Antworten und wurde zu nur einem einzigen Bewerbungsgespräch eingeladen: bei KHOU in Houston.

### Anstellungen bei lokalen Sendern
Savitch wurde schließlich 1971 als erste Reporterin von KHOU angestellt. Zu diesem Zeitpunkt war sie neben einer Sekretärin die einzige Frau im gesamten Sender. Neben ihrer Tätigkeit als Reporter betätigte sich Savitch beim Sender auch als Produzentin, ehe sie nach einigen Monaten eine Stelle in der Nachrichtensendung von KHOU während der Wochenenden erhielt. Sie wurde damit die erste Nachrichtensprecherin in den gesamten Südstaaten. Einer ihrer Berichte über ein Zugunglück wurde in den CBS Evening News mit Walter Cronkite gezeigt und machte sie so auch außerhalb ihrer Sendegebiets bekannt.
1972 wechselte Savitch zu KYW-TV in Philadelphia, wo sie weiterhin als Reporterin tätig war und auch dort die Wochenend-Ausgaben der Nachrichten sprach. Savitch wurde zu einer bei den Zuschauern äußerst populären Nachrichtensprecherin und lokalen Berühmtheit in Philadelphia. Dies führte unter anderem jedoch auch zu Begegnungen mit aufdringlichen männlichen Zuschauern der Sendung. Im August 1977 beendete Savitch ihre Tätigkeit bei KYW-TV und wechselte zu Philadelphia-Abteilung von NBC, die ihr eine Stelle als Außenreporterin in Washington, D.C. anboten. Bei NBC erlangte sie durch mehrteilige Feature-Storys über verschiedenste Themen weitere Popularität, so begleitete sie 1973 mit ihrem Kamerateam unter anderem eine Mutter bei der natürlichen Geburt ihres Kindes. Für ihr zweiwöchiges Feature Rape ... the Ultimate Violation über das Thema Vergewaltigung stellte sich Savitch unter Polizeibewachung als verdeckter Lockvogel zur Verfügung, um mögliche Sexualstraftäter auf frischer Tat zu ertappen. Hierfür erhielt sie eine Auszeichnung vom Association for Women in Communications. Zudem interviewte Savitch in einem Hollywood-Special aus Philadelphia stammende Prominente wie Joey Bishop, Peter Boyle und Eddie Fisher. 1976 berichtete sie für NBC Philadelphia von den Wahlkampf-Duellen zwischen Amtsinhaber Gerald Ford und Gegenkandidat Jimmy Carter.

### Landesweite Karriere bei NBC
1977 wurde Savitch zur Nachrichtensprecherin bei den NBC Nightly News im Hauptsender von NBC befördert. Zudem arbeitete sie für den Sender gelegentlich als Korrespondentin im US-Senat. Nach Catherine Mackin war sie erst die zweite Frau, die als Nachrichtensprecherin für die NBC Nightly News tätig war. Während Mackin jedoch nur die Sonntags-Ausgabe der Abendnachrichten sprach, war Savitch als erste Frau auch unter der Woche auf Sendung. Zudem moderierte sie kurze Nachrichten-Updates, die während der Hauptsendezeit zwischen einzelnen Programmen gezeigt wurden. In den folgenden Jahren moderierte Savitch eine Vielzahl weiterer Nachrichtensendungen und gehörte zeitweise zum Team der Polit-Talkshow Meet the Press.
Savitch gehörte zu den populärsten Nachrichtensprechern der USA. Die Programmzeitschrift TV Guide wählte sie 1982 auf Platz vier der „vertrauenswürdigsten Nachrichtensprecher“ des Landes. 1979 ernannte sie die Zeitschrift Newsweek zu Amerikas „Golden Girl“. Ein Spitzname, der auch in späteren Büchern und Filmen über Savitch aufgegriffen wurde. Für ihre Arbeit erhielt Savitch insgesamt vier Emmys.
Neben ihrer Tätigkeit bei NBC moderierte Savitch ab 1983 auch die Investigativ-Sendung Frontline für den Public Broadcasting Service (PBS). Im selben Jahr erlebte Savitch den ersten Tiefschlag ihrer Karriere, als sie in der Samstags-Ausgabe der NBC Nightly News (die stets sie moderiert hatte) vom Sender durch ihre Kollegin Connie Chung ersetzt wurde.

### Drogensucht, Private Rückschläge und Unfalltod
1980 heiratete Savitch den Werbefachmann Mel Korn. Dieser reichte nach nur elf Monaten Ehe die Scheidung ein, nachdem er von der Drogensucht seiner Frau erfuhr. 1981 heiratete sie ihren Gynäkologen Donald Payne, doch auch diese Ehe dauerte nur wenige Monate an: Payne war wie auch Savitch drogensüchtig und litt zudem unter Depressionen. Er beging im selben Jahr im gemeinsamen Haus des Paares in Washington Suizid durch Erhängen. Savitch fand seinen Leichnam. Nach dreimonatiger Auszeit nahm sie wieder ihre Tätigkeit bei NBC und PBS auf.
Savitch führte zudem eine Beziehung mit ihrem Kollegen Ron Kershaw, der sie jedoch körperlich misshandelte. Eine weitere Beziehung hatte sie mit ihrem Kollegen Ed Bradley.
Savitch litt unter einer Sozialphobie. Ihre stärker werdende Kokainsucht beeinträchtigte bald ihre Arbeit. Während einer Nachrichtensendung am 3. Oktober 1983 sprach Savitch auffallend undeutlich, was die Drogen-Gerüchte weiter anheizte. Sie selbst gab an, dass ein Fehler im Teleprompter die Ursache für ihre undeutliche Aussprache gewesen sei. Noch am selben Abend sprach Savitch abermals die Nachrichten ohne jegliche Auffälligkeiten. Kollegen von Savitch äußerten Bedenken über ihren Zustand, dennoch wurden kurz vor ihrem Tod ihre Verträge als Ansagerin bei NBC Nightly News und Frontline für 1984 verlängert.
Am 23. Oktober 1983 befand sich Savitch auf einer Verabredung mit Martin Fischbein, dem Vizepräsidenten der New York Post, in einem Restaurant in New Hope. Gegen 19.15 Uhr Ortszeit machte sich das Paar auf den Rückweg. Fischbein saß am Steuer seines Oldsmobile Cutlass, Savitch nahm mit ihrem Hund auf dem Rücksitz Platz. Bei starken Regen übersah Fischbein vermutlich zwei Warnschilder und bog in eine falsche Auffahrt, bei der es sich nicht um eine Straße, sondern einen Leinpfad zum Pennsylvania Canal handelte. Fischbein, wohl durch die schlechte Sicht orientierungslos, steuerte den Wagen in den Kanal. Der Oldsmobile Cutlass stürzte etwa 4,5 Meter hinab und landete mit dem Dach voran im seichten Wasser. Das Fahrzeug versank im morastigen Boden des Kanals, was ein Öffnen der Türen unmöglich machte. Ein Anwohner fand das Wrack gegen 23.30 Uhr. Der Leichnam von Fischbein saß noch immer hinter dem Steuer des Cutlass, die Leichen von Savitch und ihrem Hund befanden sich auf dem Rücksitz. Eine Autopsie brachte keine genauen Erkenntnisse über die Vorgänge des Unglücks. Weder Fischbein noch Savitch hatten Drogen zu sich genommen und tranken nur geringe Mengen Alkohol.
Jessica Savitch erhielt eine Seebestattung.
Die Hinterbliebenen und einige Freunde von Jessica Savitch verklagten die New York Post (auf die der Oldsmobile Cutlass als Firmenwagen zugelassen war) auf Schadensersatz und erhielten eine Summe von acht Millionen US-Dollar. Ein Teil des Geldes wurde für wohltätige Zwecke gespendet und diente einem Fonds, der jungen Frauen ein Studium am Ithaca College ermöglichte. Savitch war von ihrer Alma Mater 1979 zum Ehrendoktor ernannt worden. Nach ihrem Tod wurde ein Gebäude am Ithaca College (Studio A) nach Savitch benannt.
2006 wurde Jessica Savitch postum in die Hall of Fame der Broadcast Pioneers of Philadelphia aufgenommen.

## In der Popkultur
Das Leben und der frühe Tod von Jessica Savitch wurden zum Thema mehrerer Bücher und Filme. Bereits zu Lebzeiten hatte die Nachrichtensprecherin mit Anchorwoman eine Autobiografie veröffentlicht. Nach ihrem Tod folgte unter anderem Almost Golden: Jessica Savitch and the Selling of Television News (1988) von Gwenda Blair. Hieraus entstand 1995 ein Fernsehfilm mit dem Titel Almost Golden: The Jessica Savitch Story und Sela Ward als Jessica Savitch.
Ein weiteres, ebenfalls 1988 erschienenes Buch von Alanna Nash mit dem Titel Golden Girl: The Story of Jessica Savitch diente als Vorlage für den Film Aus nächster Nähe (1996) mit Michelle Pfeiffer und Robert Redford. Die Handlung des Films wurde jedoch stark fiktionalisiert, so dass auch der Name von Michelle Pfeiffers Rolle abgeändert wurde.
Eine Folge der Sendung Biography über die Affären von Savitch mit ihren männlichen Kollegen inspirierte Will Ferrell zu seiner Komödie Anchorman – Die Legende von Ron Burgundy. Zudem findet Savitch in der zweiten Folge der zweiten Staffel von Only Murders in the Building als vermeintliche frühere Affäre von Oliver Putnam (Martin Short) Erwähnung.